# Cookie (film)
Cookie is een Amerikaanse filmkomedie uit 1989 onder regie van Susan Seidelman.

## Verhaal
Dino Capisco, een van de onderbazen uit het maffiacircuit, komt na dertien jaar uit de gevangenis en wordt geconfronteerd met zijn brutale buitenechtelijke dochter Cookie. De onfatsoenlijke moeder van het 18-jarige punk-meisje uit New York, die door omstandigheden is gedwongen tot een schier eindeloos concubinaat, hoopt dat Dino zijn dochter wat manieren kan bijleren. Dino, die druk bezig is om zijn oude positie als maffiabaas terug te winnen, heeft hier absoluut geen zin in en neemt deze taak met tegenzin op zich.
Aanvankelijk liggen Dino en Cookie elkaar niet, maar al gauw bewijst Cookie haar 'nut'. Dino ontdekt al gauw dat ze een slimme meid en sterke onderhandelaar is. Gevaarlijke intriges worden gesponnen om aan geld te komen. Dino heeft namelijk nog een rekening te vereffenen met wat oude vrienden, die hem echter niet zonder slag of stoot zijn geld willen geven. Cookie bedenkt samen met haar vader een duivels plan - met hulp van de officier van justitie - om zijn oude makkers een hak te zetten.

## Rolverdeling
| Acteur           | Personage                 |
| ---------------- | ------------------------- |
| Peter Falk       | Dominick "Dino" Capisco   |
| Dianne Wiest     | Lenore Voltecki           |
| Emily Lloyd      | Carmela "Cookie" Voltecki |
| Michael V. Gazzo | Carmine                   |
| Brenda Vaccaro   | Bunny Capisco             |
| Adrian Pasdar    | Vito                      |
| Lionel Stander   | Enzo Della Testa          |
| Jerry Lewis      | Arnold Ross               |
| Bob Gunton       | Richie Segretto           |
| Joe Mantello     | Dominick                  |
| Ricki Lake       | Pia                       |
| Joy Behar        | Dottie                    |

## Ontvangst
In Nederland kreeg de film ten tijde van de release enige aandacht van de pers. Critici waren het er unaniem over eens dat het verhaal flinterdun doch vermakelijk was en schreven vol lof over het acteerspel van de hoofdrolspelers. Zo noemde recensent van Trouw de film "te weinig verrassend" om het peil van regisseur Seidelmans eerdere film Desperately Seeking Susan te halen: "De geheimzinnigheden die de spanning erin moeten houden zijn te doorzichtig en de valse sporen die worden uitgezet niet vers genoeg om ons om de tuin te leiden." Wel schreef de criticus met bewondering voor het acteerspel van Emily Lloyd, Peter Falk en Dianne Wiest en concludeerde dat het "dus toch de moeite waard" is om de film te zien. Criticus van het Algemeen Dagblad schreef dat Cookie als komedie "een aardig niemendalletje" is, maar dat Susan Seidelman "er maar niet in slaagt om haar eerste twee films te evenaren. Ondanks de bekwame rolbezetting kent haar nieuwe film te veel dode momenten om echt te kunnen overtuigen."
Criticus van Het Parool omschreef Cookie als "een aardige, luchtige film, die je echter ook meteen weer bent vergeten als de aftitels over het scherm glijden. [..] Seidelman vult haar verhaal met tal van aardige scènes, die vooral drijven op de vaardigheden van de acteurs. Aardig, niet meer en niet minder." Ook recensent van De Waarheid schreef dat "Cookie zo'n film is die je vrijwel onmiddellijk weer vergeet. Niet onaardig en van een paar redelijk geslaagde grappen voorzien, maar beklijven doet het niet. [..] Aan de acteurs ligt het niet, want zowel Emily Lloyd als Peter Falk als Dianne Wiest spelen zeer goed. Ook de bijrollen zijn aardig ingevuld met komiek Jerry Lewis en Lionel Stander. Vervelen doe je je trouwens ook niet bij Cookie voor een regenachtige zondagmiddag is het best een aangename tijdspassering. Niet onaardig maar zeker geen must."
Recensent van De Volkskrant had een positieve beoordeling voor de film over en omschreef het als "amusement met een plus": "Leuke dialogen, leuke bijrollen, een vlot tempo en een handige regie: Susan Seidelman heeft opnieuw een onderhoudende en aangename film gemaakt." Ook criticus van De Telegraaf schreef een positieve review: "De manier waarop Falk en Lloyd naar elkaar toegroeien vormt een vruchtbare basis voor de nieuwe komedie van Susan Seidelman, die na de wanhopig mislukte Making Mr. Right haar vorm van Desperately Seeking Susan hervonden heeft. Haar schildering van het maffiamilieu, met zijn typerende gebruiken, uitdrukkingen en maniertjes, is voortdurend voed voor een glimlach en ze laat de toeschouwers tot op het laatst in onzekerheid over de afloop van de gebeurtenissen. Dat houdt Cookie verrassend en spannend. Het optreden van Falk, Lloyd en Wiest draagt in belangrijke mate bij tot Seidelmans amusante film."
Criticus van het NRC Handelsblad schreef: "Het scenario van Nora Ephron en Alice Arlen is te weinig degelijk om onthullingen te doorstaan, het drijft op verrassingen, niet op diepgang. En het plezier in deze film mag niet bedorven worden, daarvoor werkte Seidelman te hard, te consciëntieus en te succesrijk. [..] Daarbij moet aangetekend worden dat alle rollen uitstekend werden gecast."